# 韋伯斯特縣 (密西西比州)
韋伯斯特縣（英語：Webster County）是美國密西西比州中部偏東北的一個縣。面積1,096平方公里。根據美國2000年人口普查，共有人口10,294人。縣治沃爾索爾 (Walthall)。
成立於1874年4月6日，原名Sumner County。1882年1月30日改名，以紀念曾兩任國務卿的丹尼爾·韋伯斯特（Daniel Webster）。